# Thanh Phú Long
Thanh Phú Long là một xã thuộc huyện Châu Thành, tỉnh Long An, Việt Nam.

## Địa lý
Xã Thanh Phú Long có vị trí địa lý:
- Phía đông giáp các xã Thanh Vĩnh Đông và Thuận Mỹ
- Phía tây giáp xã An Lục Long
- Phía nam giáp tỉnh Tiền Giang
- Phía bắc giáp xã Phước Tân Hưng và huyện Tân Trụ.

Xã có diện tích 20,01 km², dân số năm 1999 là 11.907 người, mật độ dân số đạt 595 người/km².

## Hành chính
Xã được chia thành 9 ấp: Bào Dài, Phú Tây A, Phú Tây B, Thanh Bình 1, Thanh Hòa, Thanh Long, Thanh Phú, Thanh Tân, Thanh Quới.

## Kinh tế
Đời sống chủ yếu trồng cây thanh long, có 1 phần diện tích ấp Phú Tây A, Phú Tây B nuôi tôm nước lợ. Thu nhập bình quân đầu người đạt trên 62 triệu.
Xã có tỉnh lộ 827A đi qua từ đoạn ấp Thanh Hòa đến ấp Phú Tây B với tổng chiều dài hơn 6 km. Xã có hệ thống kênh nội đồng, đê bao ven sông và đường bê tông nông thôn tương đối hoàn chỉnh phục vụ nhu cầu tưới tiêu, đi lại và vận chuyển hàng hóa của người dân. Chợ Thanh Phú Long được đầu tư xây dựng hoàn chỉnh phục vụ nhu cầu mua bán, trao đổi hàng hóa của người dân trong xã và các vùng phụ cận.
Năm 2017, xã được UBND tỉnh Long An công nhận đạt xã nông thôn mới và đến năm 2019 đạt xã NTM nâng cao.